# Єлшанка Друга
Єлша́нка Друга (рос. Елшанка Вторая) — село у складі Бузулуцького району Оренбурзької області, Росія.

## Населення
Населення — 118 осіб (2010; 210 у 2002).
Національний склад (станом на 2002 рік):
- росіяни — 67 %